# Київська міська управа
Київська міська управа — орган місцевого самоврядування (1941) та допоміжна структурна одиниця комендатури (1942—1943) міста Києва часів нацистської окупації.

## Міські голови

### Олександр Оглоблин, вересень — жовтень 1941

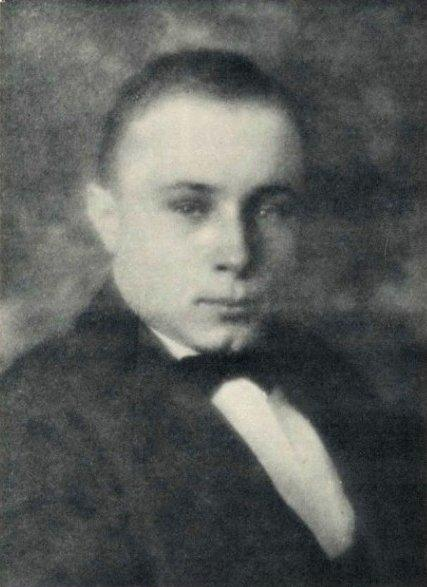
Олександр Оглоблин

З початком німецької окупації Києва представники похідних груп ОУН організували збори ініціативної групи, куди було запрошено представників інтелігенції міста, про національно свідомі позиції яких було відомо за межами Радянської України. Було висунуто дві кандидатури на посаду міського голови Києва — професора Олександра Оглоблина та Володимира Багазія, при чому сам Оглоблин згоден був поступитися Багазію, якого він добре знав, але проти цього виступили представники ОУН. Оглоблина також було введено у склад Української Національної Ради.
Очоливши міську управу, Олександр Оглоблин чимало зробив для відновлення функціонування господарської мережі, зокрема знов почав ходити трамвай, поновлено подачу електроенергії, запрацювали телефонна мережа, водопровід. У жовтні 1941 року, коли німці розпочали знищення євреїв, марно намагався захистити деяких з них, але йому було заявлено, що «єврейське питання стосується до виняткової компетенції німецької влади і вона вирішуватиме його, як вважатиме за потрібне».
Олександр Оглоблин сприяв відновленню придушеної комуністами української ідентичності. При ньому почав виходити часопис «Літаври», що його редагувала Олена Теліга. Саме він ініціював збір архівних матеріалів про злочини комуністичного режиму. З посади його зняли німці, вже через місяць після призначення, за «надмірну» пропаганду української національної культури.

### Володимир Багазій, жовтень 1941 — лютий 1942

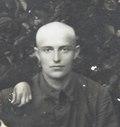
Володимир Багазій

У вересні-жовтні 1941 року Володимир Багазій був заступником голови Київської міської управи (бургомістра) Олександра Оглоблина, а після відставки останнього сам займав цю посаду. З початку німецької окупації сприяв налагодженню адміністративного апарату Києва. За його участю формувалися департаменти муніципалітету, був створений Український червоний хрест, функціонувала Українська Національна Рада в Києві — представницький орган, що репрезентував українців в органах окупаційної влади. На керівні посади у Київську міську управу Володимир Багазій намагався призначати національно-свідомі кадри, головне — з ОУН(м). Прагнув усунути від керівництва містом окупаційну військову адміністрацію. Підтримував національно орієнтованих публіцистів Івана Рогача, Олену Телігу та інших.
За свою націоналістичну діяльність та саботаж розпоряджень окупаційної влади заарештований німецькою службою безпеки. Проти Багазія свідчив його заступник Всеволод Волканович, якого за це було звільнено з ув'язнення та відновлено на посаді заступника міського голови (завідував житловим фондом, згодом емігрував). Багазій був розстріляний 1942 року у Бабиному Яру разом з іншими діячами українського визвольного руху (точна дата невідома, але не раніше червня 1942 року).

### Леонтій Форостівський, 18 лютого 1942 — листопад 1943

Голова Київської міської управи Леонтій Форостівський, 1943

До окупації Києва Леонтій Іванович Форостівський працював директором магазину № 1 Київської обласної торгової контори «Головрибзбуту». 2 жовтня 1941 року Головою Київської міської управи Олександром Оглоблиним був призначений на посаду Голови Софіївської районної управи Києва з правом організації останньої. Після арешту та страти за саботаж розпоряджень німецької влади багатьох діячів мельниківського крила ОУН — співробітників міської та районних управ Києва, серед яких був його попередник на посаді голови Володимир Багазій, 18 лютого 1942 року Форостівського було призначено на посаду Голови міської управи. Пізніше німці також стратили багатьох співробітників Форостівського, серед яких був його родич професор Євген Форостівський з дружиною.
За урядування Форостівського у Києві було проведено перепис населення, за даними якого станом на 1 квітня 1942 року кількість мешканців становила 352 139 осіб (до початку Німецько-радянської війни — 846 300), визначено кількісно-статевий, національний склад населення, кількість самозайнятого населення та утриманців тощо, а також окреслено територію міста. Серед інших його справ можна згадати організацію київської міської футбольної команди (досягненням якої був відомий т.зв. «Матч смерті» проти німецької команди «Флакельф»). Значну увагу Форостівський приділяв господарському життю міста, особливо транспорту, ремісництву, торгівлі. Прагнув підтримувати присадибне господарство, створював сади та ягідники. Займався питанням відбудови підприємств Києва, сприяв відродженню української церкви, зруйнованої під час більшовизму. Під його керівництвом проводилися підрахунки письменних мешканців Києва, їх віросповідання, відстежувався природний рух населення. З окупаційною владою підтримував лояльні стосунки. Також під час урядування Форостівського, як один з відділів міської управи, діяв Музей-архів переходової доби, директором якого був колишній голова управи історик Олександр Оглоблин.

## Інше керівництво
Відділом культури в управі керував кінорежисер і скульптор Іван Кавалерідзе, освіти — доцент КПІ Іван Солодовник. Спілку художників та архітекторів очолив професор Федір Кричевський, Спілку письменників — Олена Теліга. До цієї праці стали справжні патріоти, свідомі громадяни, освічені шановані й знані люди. Авторитети без лапок, не кар'єристи, не політики з дальнім прицілом на збагачення.

## Заходи

### Продовольство
Перед міською управою стало нелегке завдання за короткий час привести до ладу хоч частину комунального господарства, систему забезпечення продовольством, щоб задовольнити мінімальні потреби мешканців міста. Тому було оголошено про розподіл хліб для населення по картках. По 200 г на добу мав право отримати кожний мешканець столиці, якщо він проживав у Києві до 19 вересня.

### Промисловість
У міській управі існував промисловий відділ, який вживав заходів до організації і налагодження роботи приватних кооперативних підприємств. Запровадження приватної ініціативи мало значний успіх серед киян. Лише протягом 11-13 жовтня фінансовий відділ управи видав 210 патентів на відкриття приватних майстерень, різного роду промислів та торговельних точок. Організовані у середині жовтня 1941 року шевські і кравецькі майстерні, виготовили і реалізувала тільки за перші п'ятнадцять днів роботи продукції на 111 тис. крб., що говорить про великий попит.

### Електроенергетика
Тому роботу над відновленням енергетичної галузі міська управа почала вже з перших днів своєї
діяльності. Результатом цієї роботи був пуск однієї із електростанцій у місті вже 26 вересня 1941 року. Повне навантаження всіх її агрегатів гальмувалося лише відсутністю достатньої кількості транспорту і палива. Тому тривалий час електроенергія була дефіцитною, якщо німці, що проживали у того чи іншого господаря йшли із дому, останній не мав права користуватися електроенергією.

### Червоний хрест
Українські патріоти створили Український Червоний Хрест, який опікувався військовополоненими та покинутими в шпиталях пораненими, тож невдовзі був заборонений нацистськими окупантами.

### Опіка
Міська управа відкрила мережу сиротинців та будинків престарілих, намагалася робити все можливе для виживання киян за тих умов.